# 6246 Komurotoru
6246 Komurotoru este un asteroid din centura principală de asteroizi.

## Descriere
6246 Komurotoru este un asteroid din centura principală de asteroizi. A fost descoperit pe 13 noiembrie 1990 la Kitami de Tetsuya Fujii și Kazuro Watanabe. Asteroidul prezintă o orbită caracterizată de o semiaxă mare de 2,45 ua, o excentricitate de 0,29 și o înclinație de 24,4° în raport cu ecliptica.